# Alexander Scrymgeour-Wedderburn
Alexander Henry Scrymgeour-Wedderburn (ur. 5 czerwca 1949) – brytyjski arystokrata, 12. hrabia Dundee, par Szkocji, najstarszy syn Henry’ego Scrymgeoura-Wedderburna, 11. hrabiego Dundee, i Patricii Montagu-Douglas-Scott, córki lorda Herberta.
Hrabia Dundee sprawował w latach 1964-1965 urząd Page of Honour (urzędnik dworski towarzyszący królowej w oficjalnych uroczystościach). W 1983 r. odziedziczył tytuł hrabiego Dundee i zasiadł w Izbie Lordów. Związany jest z Partią Konserwatywną. Po reformie Izby w 1999 r. zasiada w niej jako jeden z parów dziedzicznych.
19 lipca 1979 r. poślubił Siobhan Mary Llewellyn, córkę Davida Llewellyna. Alexander i Siobhan mają razem syna i trzy córki:
- Marina Patricia Scrymgeour (ur. 21 sierpnia 1980)
- Henry David Scrymgeour-Wedderburn (ur. 20 czerwca 1982), lord Scrymgeour, dziedzic tytułów ojcowskich
- Flora Hermione Vera Scrymgeour (ur. 1985)
- Lavinia Rebecca Elisabeth Scrymgeour (ur. 1986)